# Plachy-Buyon Communal Cemetery
Plachy-Buyon Communal Cemetery is een begraafplaats gelegen in de Franse plaats Plachy-Buyon (Somme). De militaire graven worden onderhouden door de Commonwealth War Graves Commission.
De begraafplaats telt 1 geïdentificeerd Gemenebest graf uit de Eerste Wereldoorlog.